# Robert Crane (1er baronnet)

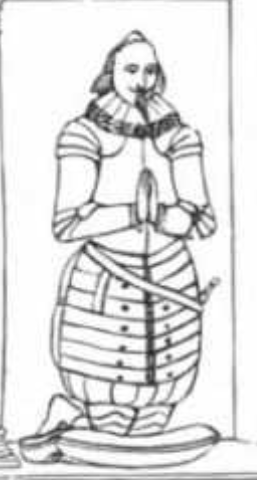

Sir Robert Crane, 1er baronnet (1586 - février 1643) de Chilton, Suffolk et de Buckenham Tofts, Norfolk, est un homme politique anglais qui siège à la Chambre des communes entre 1614 et 1643.

## Biographie
Il est le fils d'Henry Crane de Chilton et fait ses études de droit à l'Inner Temple et à Lincoln's Inn .
En 1614, Crane est élu député de Sudbury et occupe le siège jusqu'en 1620. Il est élu député du Suffolk en 1621 et réélu député de Sudbury en 1624 et 1625 . Il est créé baronnet de Chilton, dans le Suffolk le 21 avril 1626 . Il est réélu député de Suffolk en 1626 et député de Sudbury en 1628. Il siège jusqu'en 1629 lorsque le roi Charles décide de régner sans parlement pendant onze ans. En 1632-1633, Crane est haut shérif du Suffolk .
En avril 1640, Crane est élu député de Sudbury au Court Parlement et en novembre 1640 au Long Parlement. Il occupe le siège jusqu'à sa mort en février 1643.
Le titre de baronnet s'éteint à la mort de Crane car il n'a pas de fils. Il épouse Dorothy Hobart, fille de Henry Hobart (1er baronnet) lord juge en chef de la Cour des plaids communs, dont il n'a aucun descendant. Il se remarie à Susan Alington, petite-fille de Sir Giles Alington de Horsebeath. Ils ont quatre filles - Mary qui épouse Sir Ralph Hare (en), 1er baronnet, Anne qui épouse William Armine (2e baronnet) et ensuite John Lord Belasyse, Susan qui épouse Sir Edward Walpole et Katherine qui épouse Edmund Bacon, neveu de Sir Robert Bacon, 3e baronnet.
Après la mort de Crane, Lady Crane se remarie à Isaac Appleton, de Waldingfeld.